# Lijst van Amerikaanse historische motorfietsmerken

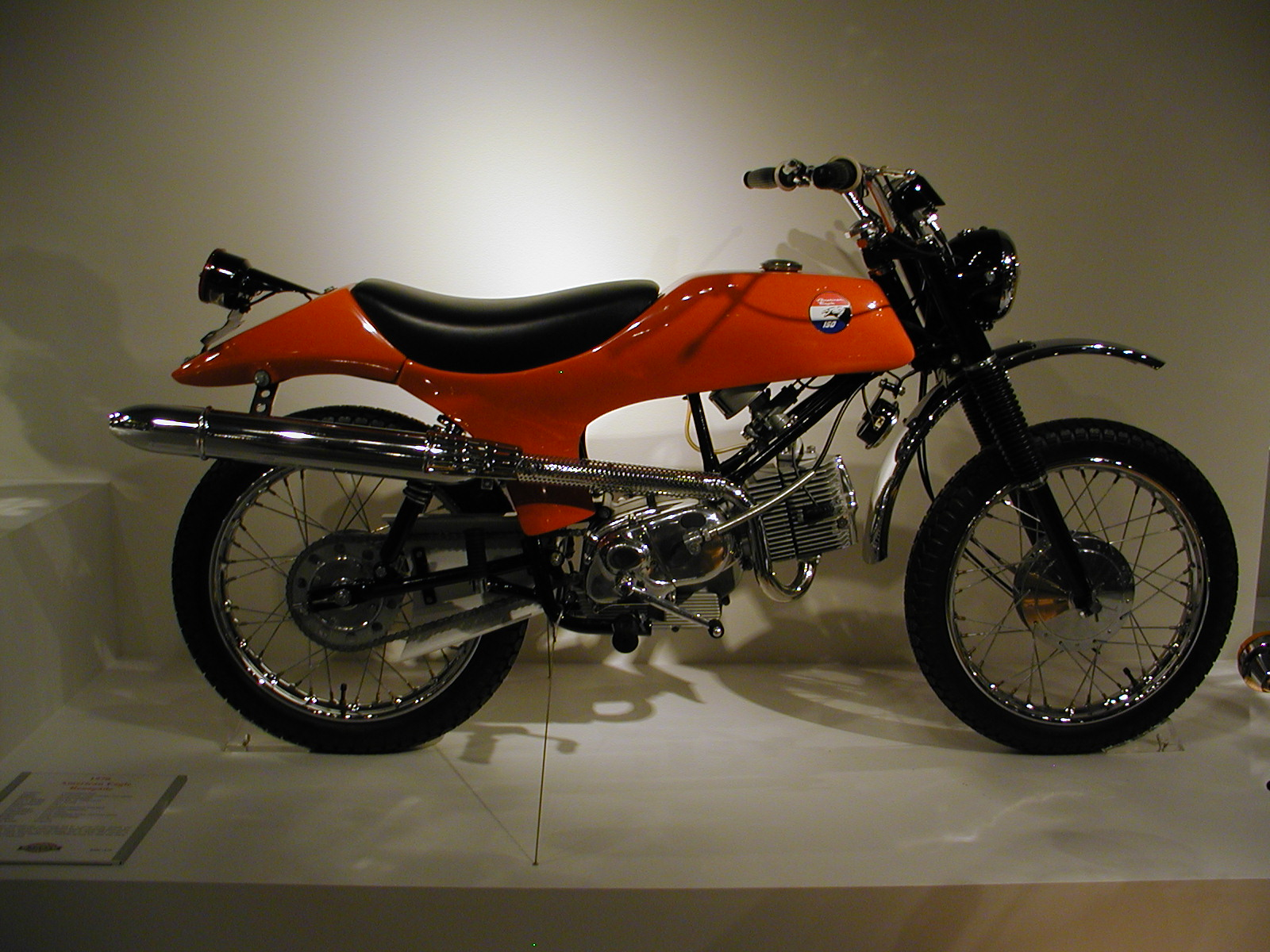
American Eagle 150 Renegade uit 1970

De lijst van Amerikaanse historische motorfietsmerken zonder eigen artikel is onderverdeeld in hoofdstukken: 

zie A B C - 
D E F - 
G H I - 
J K L - 
M N O - 
P Q R - 
S T U - 
V W X Y Z